# Priesterseminar Aachen
Das Priesterseminar Aachen ist eine Aus- und Fortbildungsstätte des römisch-katholischen Bistums Aachen für Priesteramtskandidaten. Es wurde 1932 in einem eigens zu diesem Zweck erbauten Seminargebäude in der Aachener Mozartstraße eingerichtet und umfasst derzeit den zweijährigen Teil der Berufseinführung nach dem Theologiestudium.

## Geschichte
Wie in der Zeit des ersten Bistums Aachen (1802–1825) fand auch für das 1930 neu gegründete Bistum die Priesterausbildung zunächst im Erzbistum Köln statt. Der große Andrang auf den Priesterberuf machte 1932 aber dann eine eigene Ausbildungsstätte in Aachen erforderlich, die zunächst in einem Teil des Aachener Mutterhauses der Alexianer ihren Platz fand. Die Priesterausbildung fand ergänzend zum Studium der Katholischen Theologie statt und sollte diejenigen Bereiche der priesterlichen Ausbildung anbieten, die nicht Inhalt wissenschaftlicher Theologie waren.
Dazu entstanden bereits 1933 erste Pläne zur Errichtung eines eigenen Seminarbaus in der Aachener Mozartstraße durch Franz Wildt und Peter Salm aus der Architektentradition der Werkkunstschule Aachen. Der Grundsteinlegung am 14. Juli 1935 folgte die Einweihung am 29. Juni 1937 durch Bischof Joseph Heinrich Peter Vogt. Erster Regens des Priesterseminars war bis 1937 Herbert Busch, dem bis zur vorübergehenden, kriegsbedingten Schließung im Jahr 1942 der spätere Bischof von Aachen Johannes Joseph van der Velden folgte; dieser war dort gleichzeitig als Professor für Pastoral- und Moraltheologie tätig.

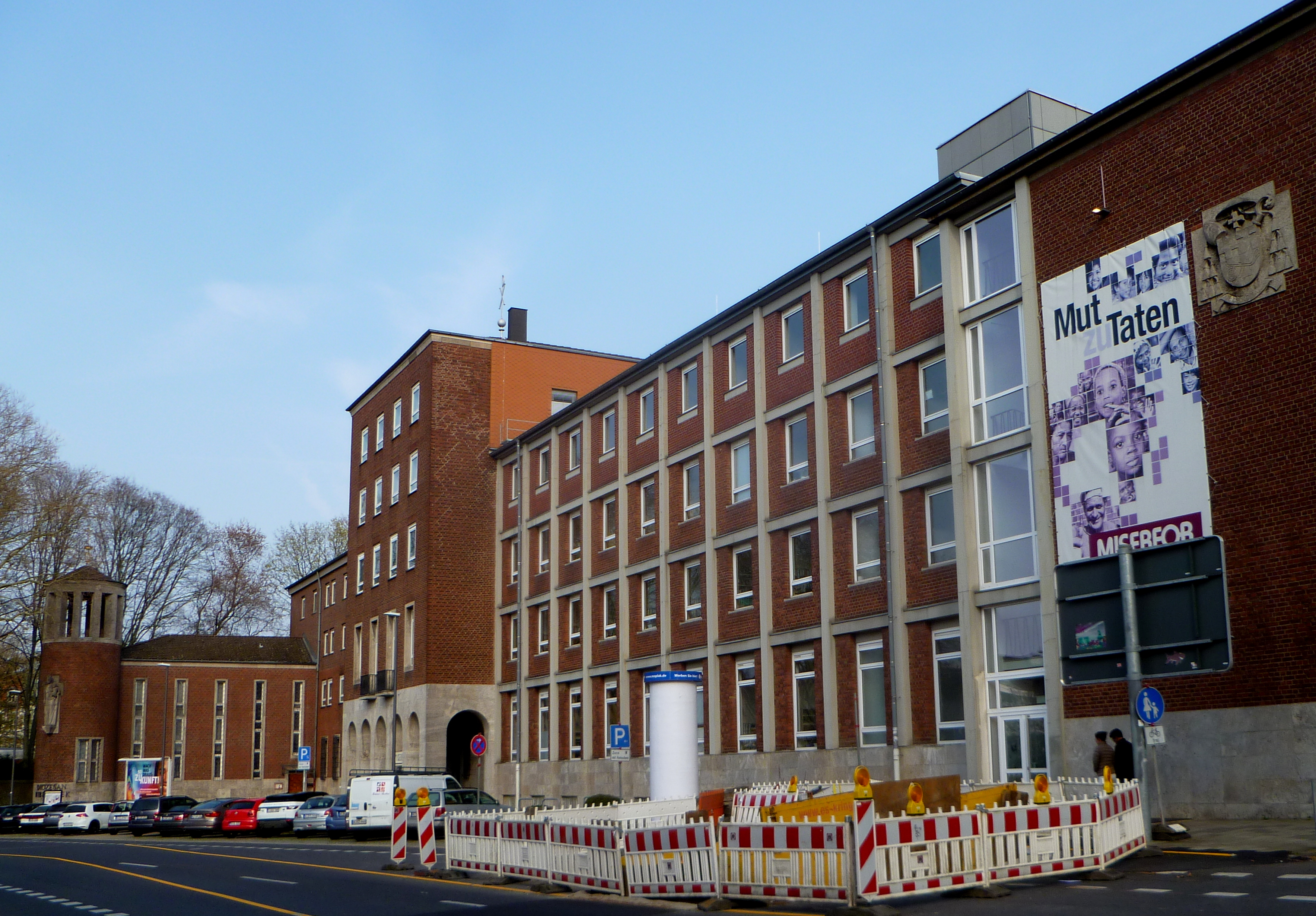
MISEREOR-Hauptsitz

Die Arbeit im Priesterseminar Aachen wurde nach dem Zweiten Weltkrieg wieder aufgenommen. Die nach dem Krieg im Bistum Aachen abnehmende Zahl der Priesteramtsanwärter machte jedoch eine Umnutzung des großen Gebäudes erforderlich. Daraufhin zogen unter anderem 1960 das Bischöfliche Hilfswerk Misereor in die Räume Mozartstraße 9 ein, weswegen in einigen Quellen das Gebäude selbst als „ehemaliges Priesterseminar“ bezeichnet wird. Weitere Bereiche wurden sowohl der Bischöflichen Akademie des Bistums Aachen, hier vor allem die Kapelle, als auch zur Aufbewahrung von Beständen der Diözesanbibliothek zur Verfügung gestellt. Darüber hinaus wurde der Komplex durch das August-Pieper-Haus (Leonhardstraße 18–20) in Form eines Seminar- und Konferenzgebäudes für das Bistum Aachen und durch das Bischof-Hemmerle-Haus (Friedlandstraße 2) für die Bischöfliche Akademie erweitert. Schließlich wurde den Priesteramtskandidaten nach Abschluss ihres Theologiestudiums an einer staatlichen bzw. kirchlichen Theologischen Fakultät für die Zeit ihrer Berufseinführungsjahre ein Gebäudeblock an der Leonhardstraße 10 mit eigener Kapelle als Wohn-, Arbeitsstätte und Verwaltungsbereich zur Verfügung gestellt.

## Ausbildung
Bevor die Priesteramtskandidaten des Bistums Aachen ihre Berufseinführungsjahre am Priesterseminar Aachen beginnen können, müssen sie ein Studium der Theologie absolviert haben. Interessenten mit einem Abiturabschluss werden seitens des Bistums wahlweise an das Collegium Borromaeum Münster im Bistum Münster oder an die Philosophisch-Theologische Hochschule Sankt Georgen in Frankfurt am Main empfohlen. Studienwilligen ohne Abiturzeugnis steht dagegen das Studienhaus St. Lambert auf der Burg Lantershofen in der Gemeinde Grafschaft in Rheinland-Pfalz zur Verfügung.
Die darauf aufbauende, zweijährige „Berufseinführung Teil I“ am Aachener Priesterseminar umfasst einen dreimonatigen Diakonatskurs mit anschließender Diakonweihe und einjähriger Diakonatszeit in einer Pfarrei des Bistums Aachen, einen sechswöchigen Presbyteratskurs, einen Pastoralkurs, eine über die zwei Jahre verteilte religionspädagogische und homiletische Ausbildung sowie Werkwochen, Exerzitien und geistliche Abende. Abschließend erhalten die Absolventen ihre Priesterweihe im Aachener Dom.
Im Anschluss daran treten die neuen Priester eine vierjährige Stelle als Kaplan an, im Rahmen derer sie in den ersten drei Jahren weiterhin noch vom Priesterseminar im Rahmen der „Berufseinführung Teil II“ mit Studientagen, Praxisbegleitung, Supervision, geistlicher Begleitung und Exerzitien betreut werden.

## Bekannte Absolventen und Dozenten
- Berthold Botzet (* 1961), Dozent am Priesterseminar und Domkapellmeister
- Gottfried Dossing (1906–1997), Seminarteilnehmer, später Prälat
- Johannes Floß (1937–2016), Seminarteilnehmer, später Professor für Biblische Theologie in Aachen
- Heinrich Freistedt (1903–1986), Professor für Kirchenmusik
- Maximilian Goffart (1921–1980), Seminarteilnehmer, später Weihbischof von Aachen
- Bruno Kleinheyer (1923–2003), Dozent von 1960 bis 1966
- Jacob Kremer (1924–2010), Professor für Biblische Theologie bis 1968
- Rudolf Pohl (1924–2021), Seminarteilnehmer, später Domkapellmeister
- Hans-Gerd Schütt (* 1958), Seminarteilnehmer 1986/1987, später Sport- und Olympiapfarrer
- Johannes Joseph van der Velden (1891–1954), Regens und Professor für Pastoral- und Moraltheologie von 1937 bis 1942

## Ursprüngliches Seminargebäude

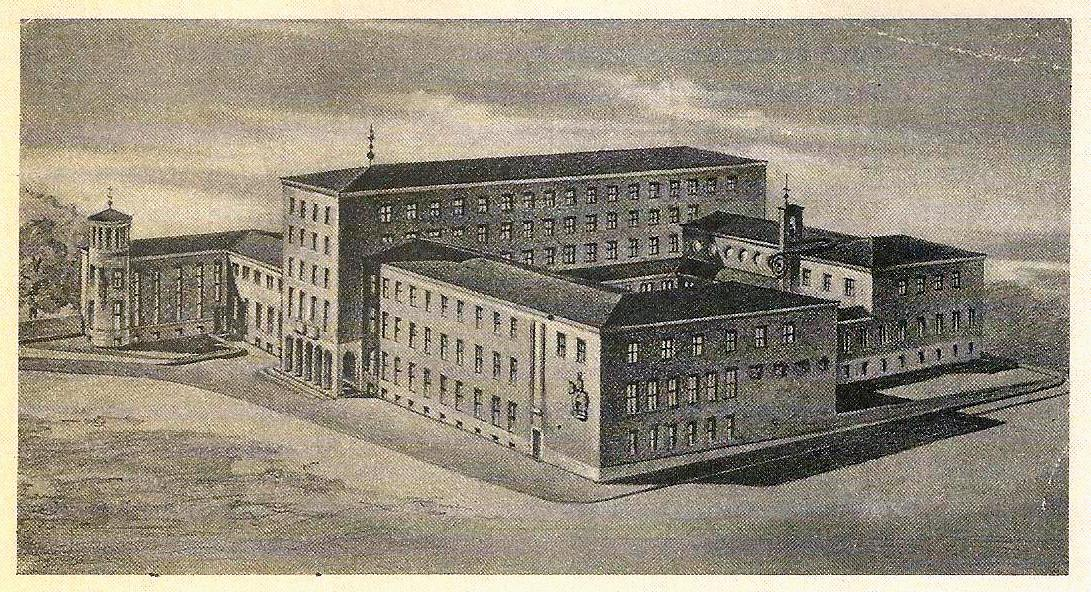
Ursprüngliches Seminargebäude

Der nach Plänen von Peter Salm und Franz Wildt errichtete und 1937 eingeweihte ursprüngliche Gebäudekomplex des Priesterseminars gilt als bedeutendes Werk der durch das Bauhaus inspirierten kirchlichen Architektur des 20. Jahrhunderts. Er lässt durch die auffällige Einbeziehung der Bauskulptur Merkmale der expressionistischen Architektur erkennen, wobei aber auch schon der Einfluss der Neuen Sachlichkeit deutlich wird. Markante Bauteile sind an der Mozartstraße der Haupteingang des Priesterseminars mit aufwändig gestalteten Portikus und nördlich daran angrenzendem Bibliotheksflügel mit Rundturm sowie das Quadrum und die große Kapelle an der Leonhardstraße.
Die erkennbar von Rudolf Schwarz beeinflusste Kapelle ist heute Teil der Bischöflichen Akademie des Bistums Aachen. Der Tabernakel am Hauptaltar und die dortigen Altarkreuze wurden 1937 von dem Goldschmied Anton Schickel entworfen und angefertigt.
Die Bauskulpturen stammen zum größten Teil von Peter Terkatz und die äußerst wertvollen Glasmalereien von Anton Wendling und Peter Hecker. Nach dem Krieg war im Bereich der Glasmalerei vor allem Ludwig Schaffrath für die Gestaltung des Priesterseminars prägend und er kreierte die Fenster in der Wandelhalle (1951/52), im Seminarraum (1966) und in der Kapelle (1951, 1962, 1970/71 und 1982). Zehn Ornament-Rundfenster in Antik- und Bleiglasausfertigung steuerte Ernst Jansen-Winkeln bei. Das Treppenhaus wird geschmückt mit dem Granitrelief Heimsuchung des Aachener Bildhauers Klaus Iserlohe aus dem Jahre 1970.

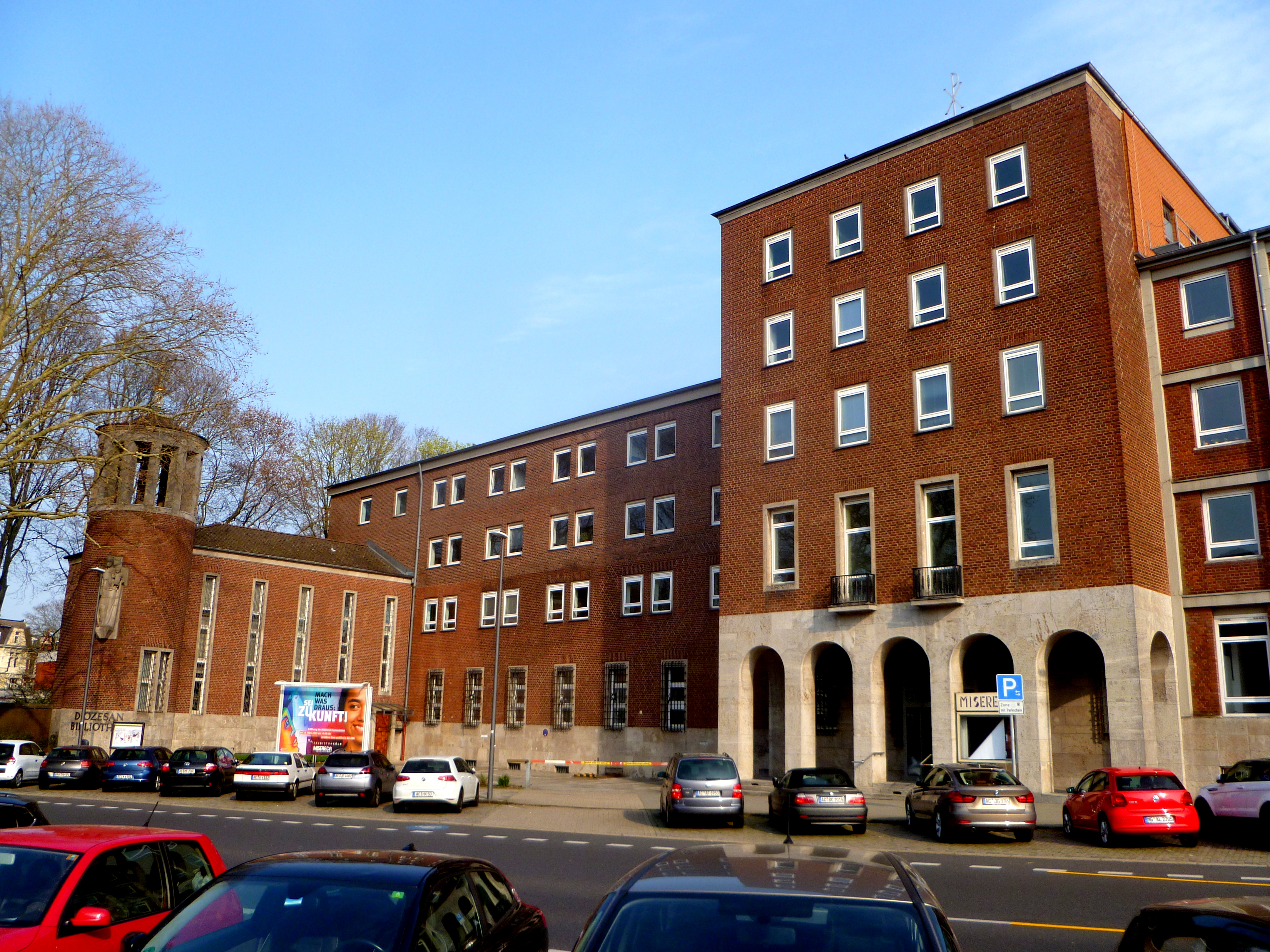
Haupteingang
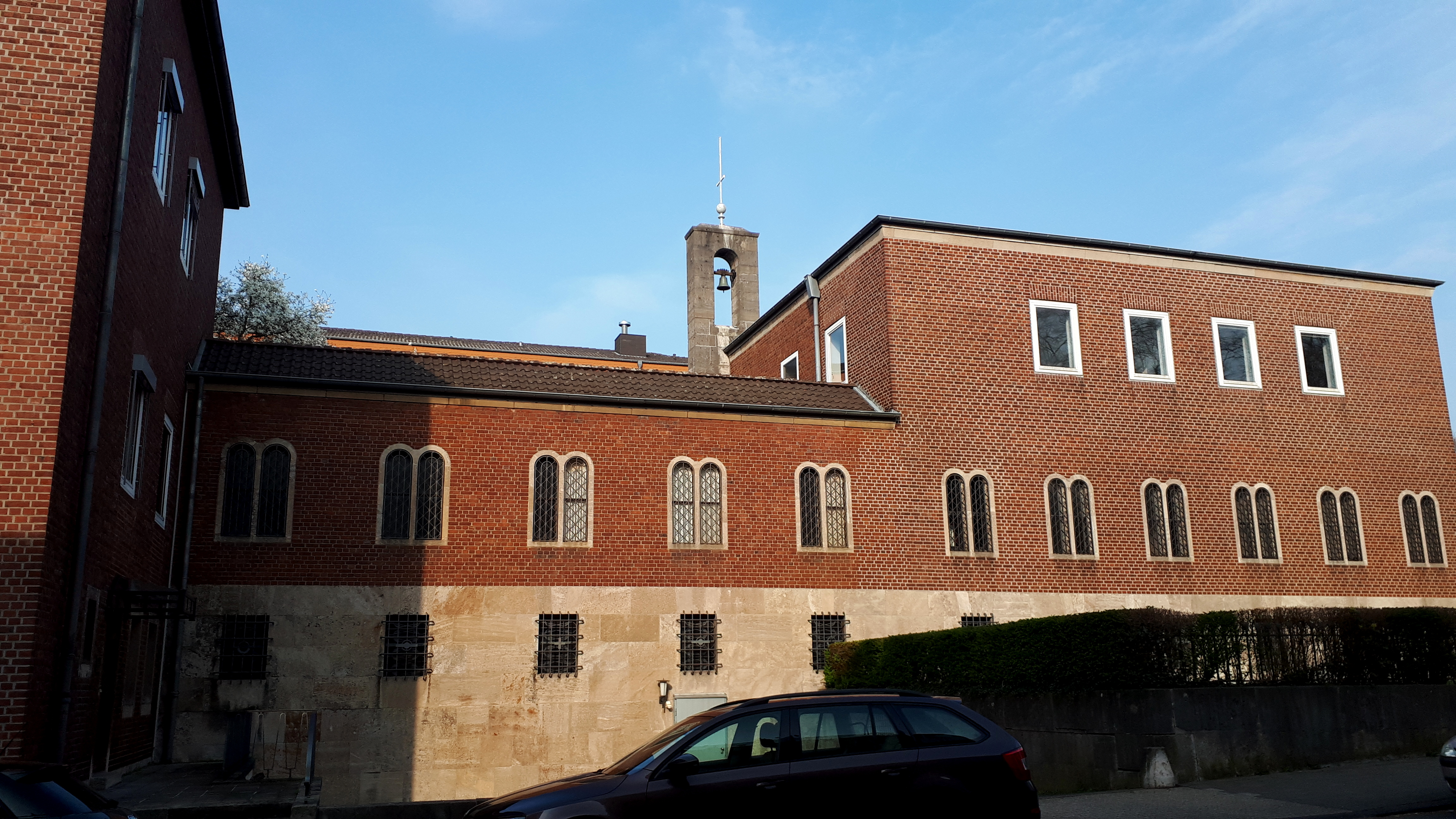
Seittrakt mit Kapelle
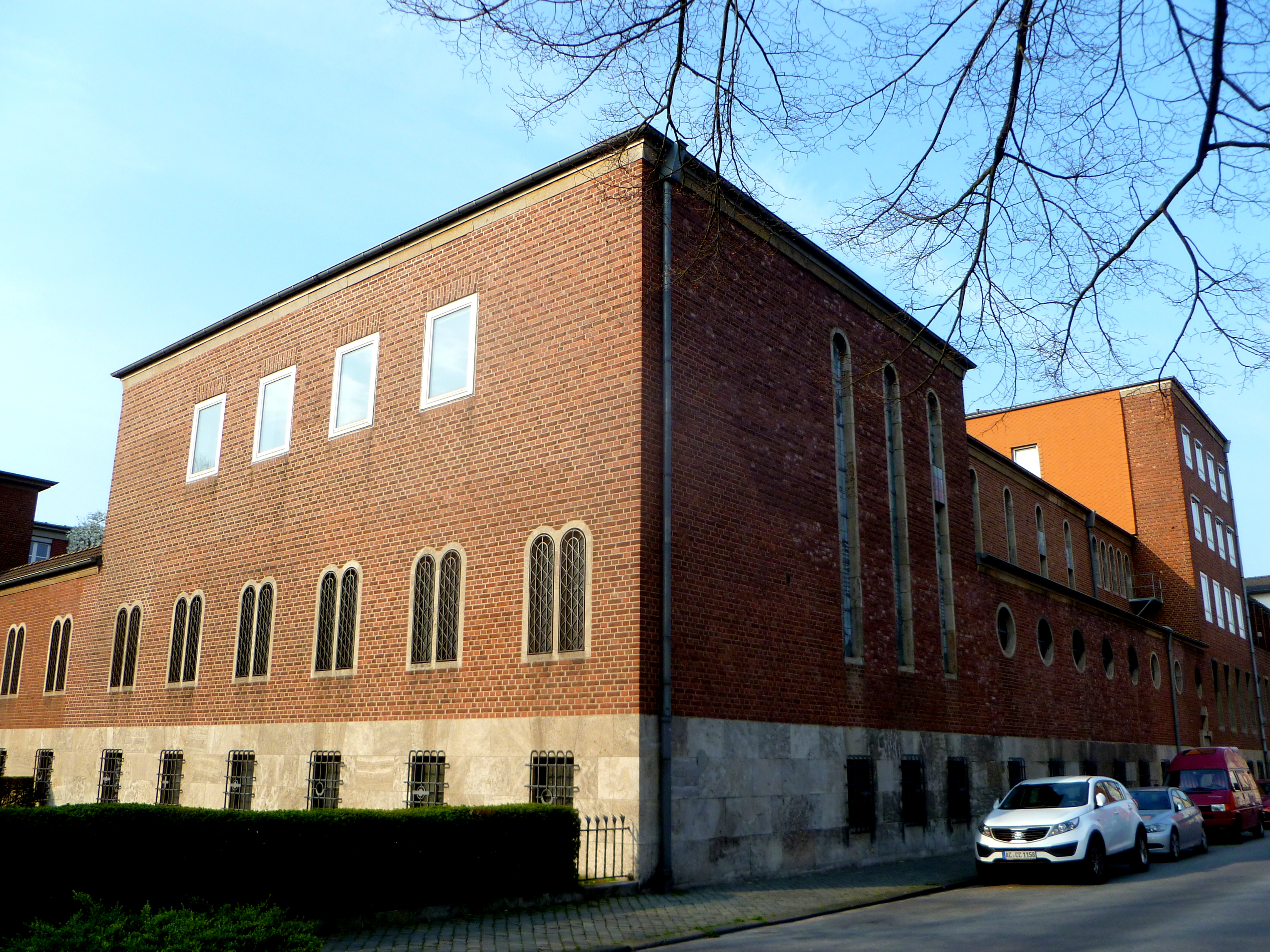
Kapelle und rückwärtiger Trakt